# St. Nicholas and Bonvilston
St. Nicholas and Bonvilston är en community i Storbritannien.   Den ligger i kommunen Vale of Glamorgan och riksdelen Wales, i den södra delen av landet, 220 km väster om huvudstaden London.
Communityn består av byarna St Nicholas och Bonvilston samt omgivande landsbygd.